# Andrew Jean-Baptiste
 Andrew Anderson Jean-Baptiste  (Brooklyn, Nueva York, Estados Unidos, 16 de junio de 1992) es un futbolista haitiano. Juega de defensa y su equipo es el Valour FC de la Canadian Premier League de Canadá.

## Clubes
| Club                         | País           | Año       |
| ---------------------------- | -------------- | --------- |
| Portland Timbers             | Estados Unidos | 2012      |
| Orange County Blues (cedido) | Estados Unidos | 2012      |
| Chivas USA                   | Estados Unidos | 2013-2015 |
| New York Red Bulls           | Estados Unidos | 2015      |
| Estrella San Agustín         | España         | 2015      |
| Nyköpings BIS                | Suecia         | 2016-2017 |
| Terengganu FC II             | Malasia        | 2018      |
| Umea FC                      | Suecia         | 2019      |
| Valour FC                    | Canadá         | 2020-     |